# Championnat de Polynésie française de football 2011-2012
Navigation
Saison précédente Saison suivante
La saison 2011-2012 du Championnat de Polynésie française de football est la soixante-cinquième édition du championnat de première division en Polynésie française. Les onze meilleurs clubs de Polynésie sont regroupés au sein d'une poule unique, la Ligue Mana, où ils s'affrontent une fois au cours de la saison. Les sept premiers jouent une deuxième phase pour déterminer le champion tandis que les quatre derniers doivent disputer une poule de promotion-relégation face aux clubs de Division 2.
C'est l’AS Dragon qui est sacré champion de Polynésie cette saison après avoir terminé en tête du classement final avec neuf points d’avance sur l'AS Tamari Faa'a et onze sur l'AS Manu-Ura. C'est le tout premier titre de champion de Polynésie française de l’histoire du club.
La sélection tahitienne des moins de 20 ans participe au championnat, mais uniquement pour la phase régulière.

## Qualifications continentales
Le club champion de Polynésie française obtient son billet pour la Ligue des champions de l'OFC 2012-2013.

## Les clubs participants
| - AS Pirae - AS Tefana - AS Vénus - AS Dragon - AS Roniu - Promu de D2 - AS Vaiete | - AS Tamarii Punaruu - Promu de D2 - AS Central Sport - AS Manu-Ura - AS Tamarii Faa'a - Tahiti U20 |

## Compétition

### Première phase
Le barème utilisé pour établir le classement est le suivant :
- Victoire : 4 points
- Match nul : 2 points
- Défaite : 1 point

| Rang | Équipe              | Pts | J  | G | N | P | Bp | Bc | Diff |
| ---- | ------------------- | --- | -- | - | - | - | -- | -- | ---- |
| 1    | AS Dragon           | 37  | 10 | 9 | 0 | 1 | 36 | 7  | +29  |
| 2    | AS TefanaT          | 33  | 10 | 7 | 2 | 1 | 39 | 6  | +33  |
| 3    | AS Manu-Ura         | 31  | 10 | 6 | 3 | 1 | 24 | 13 | +11  |
| 4    | AS Tamari Faa'a     | 28  | 10 | 5 | 3 | 2 | 28 | 17 | +11  |
| 5    | AS Pirae            | 24  | 10 | 4 | 2 | 4 | 19 | 20 | -1   |
| 6    | AS Central Sports   | 23  | 10 | 4 | 1 | 5 | 17 | 25 | -8   |
| 7    | AS RoniuP           | 22  | 10 | 4 | 0 | 6 | 27 | 37 | -10  |
| 8    | Tahiti U20          | 21  | 10 | 3 | 2 | 5 | 21 | 31 | -10  |
| 9    | AS Tamarii PunaruuP | 18  | 10 | 2 | 2 | 6 | 12 | 22 | -10  |
| 10   | AS Vénus            | 16  | 10 | 1 | 3 | 6 | 20 | 30 | -10  |
| 11   | AS Vaiete           | 13  | 10 | 1 | 0 | 9 | 15 | 50 | -35  |

|  | Qualification pour la deuxième phase                 |
|  | Participation à la poule de promotion-relégation     |
|  | T : Tenant du titre P : Promu de division inférieure |

### Deuxième phase

#### Poule pour le titre
Les sept premiers du classement et le champion de Moorea, l’AS Tapuhute, s’affrontent à nouveau deux fois pour déterminer le champion. L'AS Dragon démarre la deuxième phase avec un bonus de deux points après avoir terminé en tête de la première phase.
| Rang | Équipe            | Pts | J  | G  | N | P  | Bp | Bc | Diff |
| ---- | ----------------- | --- | -- | -- | - | -- | -- | -- | ---- |
| 1    | AS Dragon +2      | 52  | 14 | 11 | 3 | 0  | 42 | 9  | +33  |
| 2    | AS Tamarii Faa'a  | 43  | 14 | 9  | 2 | 3  | 25 | 20 | +5   |
| 3    | AS Manu-Ura       | 41  | 14 | 8  | 3 | 3  | 29 | 15 | +14  |
| 4    | AS Tefana'T'C     | 38  | 14 | 6  | 6 | 2  | 33 | 16 | +17  |
| 5    | AS Pirae          | 26  | 14 | 3  | 3 | 8  | 21 | 35 | -14  |
| 6    | AS Central Sports | 26  | 14 | 3  | 3 | 8  | 30 | 45 | -15  |
| 7    | AS Tapuhute       | 25  | 14 | 3  | 2 | 9  | 23 | 39 | -16  |
| 8    | AS Roniu          | 19  | 14 | 1  | 2 | 11 | 10 | 34 | -24  |

|  | Qualification pour la Ligue des champions de l'OFC 2012-2013         |
|  | T : Tenant du titre C : Vainqueur de la Coupe de Polynésie française |

#### Poule de promotion-relégation
Les quatre derniers retrouvent les quatre meilleurs clubs de deuxième division au sein de la poule de promotion-relégation. Les quatre premiers de la poule accèdent ou se maintiennent parmi l'élite. La sélection tahitienne des moins de 20 ans ne prend pas part à cette phase.
| Rang | Équipe              | Pts | J  | G | N | P | Bp | Bc | Diff |
| ---- | ------------------- | --- | -- | - | - | - | -- | -- | ---- |
| 1    | AS Vénus            | 37  | 12 | 7 | 4 | 1 | 26 | 16 | +10  |
| 2    | AS Vaiete           | 30  | 12 | 4 | 6 | 2 | 27 | 22 | +5   |
| 3    | Olympic Mahina (D2) | 29  | 12 | 5 | 2 | 5 | 20 | 17 | +3   |
| 4    | AS Tamarii Punaruu  | 28  | 12 | 4 | 4 | 4 | 18 | 20 | -2   |
| 5    | AS Excelsior (D2)   | 26  | 12 | 4 | 2 | 6 | 23 | 26 | -3   |
| 6    | AS Aorai (D2)       | 26  | 12 | 4 | 2 | 6 | 20 | 23 | -3   |
| 7    | AS Vairao (D2)      | 23  | 12 | 3 | 2 | 7 | 14 | 24 | -10  |

## Bilan de la saison
| Championnat de Polynésie française de football 2011-2012 |                       |
| Champion                                                 | AS Dragon (1er titre) |
| Coupes et trophées                                       |                       |
| Vainqueur de la Coupe de Polynésie française 2011-2012   | AS Tefana             |
| Qualifications continentales                             |                       |
| Ligue des champions de l'OFC 2012-2013                   | AS Dragon             |
| Promotions et relégations                                |                       |
| Promus en Ligue Mana                                     | Olympic Mahina        |
| Relégués en Division 2                                   | Aucun                 |